# Centrální stadion (Karaganda)
Centrální stadion v Karagandě byl postaven v roce 1958. Je domácím hřištěm fotbalového klubu Šachťor Karaganda.
Sportovní komplex se rozkládá na ploše čtrnácti hektarů. Pořádají se zde soutěže ve fotbale, atletice, boxu, silovém trojboji, kulturistice, rychlobruslení, gorodkách, hokeji, tenise a stolním tenise, basketbalu, volejbalu, vzpírání, cyklistice, turistice, víceboji, prezidentském víceboji a malém fotbale.
Podle údajů fotbalového svazu je stadion jedním z nejnavštěvovanějších stadionů v Kazachstánu, 29. října 2011 padl další kazachstánský rekord v návštěvnosti. Na stadion přišlo 18 900 fanoušků. Předchozí rekord v návštěvnosti byl 14 000 lidí, kteří také přišli na stadion Šachtaru.

## Historie
Stadion byl postaven na místě dřívějšího stadionu klubu Dynamo, který fungoval mezi lety 1947 a 1958. V roce 1958 dostal tým Šachťor oficiální status mistrovského klubu, a aby mohl hrát v sovětské nejvyšší fotbalové soutěži, bylo rozhodnuto přestavět a nově vybavit stadion Dynama. Stavba se opožďovala a první zápas sehrál Šachťor až 8. června 1958 ve dvanáctém kole soutěže proti týmu Chudžand Pamir z Tádžikistánu. Pak tu ještě sehrál tři zápasy (dva v první lize a jeden v poháru), ale přesto bylo rozhodnuto za počátek historie stadionu považovat 12. srpna 1958. Tehdy byl na stadionu odehrán první mezinárodní zápas, severokorejské mužstvo Čan Čun, zápas skončil 1:1 Na tribuny se vešlo deset tisíc diváků, rozkládal se na ploše 2,6 ha a jmenoval se Centrální stadion Šachťor («Центральный стадион „Шахтёр“»), neboť tehdy v Karagandě byl ještě jeden stadion Šachťor, který stál v rajónu Staryj gorod a hrála se na něm prvá utkání skupiny B mistrovství SSSR.
První rekonstrukce proběhla v šedesátých letech, kdy byla kapacita rozšířena na osmadvacet tisíc diváků, bylo vybudováno umělé osvětlení, nově položena fotbalová plocha o rozměrech 104×62 m. Areál tehdy zahrnoval: tréninkové hřiště, běžecký ovál s osmi drahami, sportovní sály pro box, těžkou atletiku a šerm. Byla postavena nekrytá hokejová plocha s hledištěm pro tři tisíce diváků. Na stadionu působily dětské a mládežnické sportovní školy (Детско-юношеская спортивная школа) se zaměřením na fotbal, lehkou atletiku, krasobruslení, rychlobruslení, lední hokej, šerm a box. Po mnoho let zde soupeřilo mužstvo Šachťoru ve skupině A fotbalového přeboru SSSR a v první lize a utkávalo se s takovými sportovními velikány, jako Zenit, Lokomotiv Moskva, Černomorec Oděsa a Dněpr Dněpropetrovsk.
V šedesátých a sedmdesátých letech se na stadionu hrály mezinárodní zápasy, kterých se účastnila mužstva z Polska, Mexika, Laosu a Koreje. V letech  1967–1972 hrálo na hokejové ploše mužstvo Stroitěl zápasy Přeboru SSSR a Přeboru Kazachstánu ve skupině A. Mezi lety 1974 a 1977 se na tréninkové ploše sportovního komplexu hrály zápasy Přeboru SSSR v bandy hokeji, ve kterých hrál domácí klub Litějščik (Литейщик). 
V roce 2001 proběhla zásadní rekonstrukce, švýcarská firma Motomatic AG položila přírodní trávník na fotbalovou plochu, byly zcela přestavěny tribuny, položen moderní povrch na běžecké dráhy. V útrobách tribun vznikla spousta sportovních sálů.
Počátkem tisíciletí se zvětšila rozloha sportovního komplexu na 14 ha. V roce 2004 byl zprovozněn moderní víceúčelový sportovní komplex Žastar (Жастар)), ve kterém měl základnu hokejový klub Kazachmys (Казахмыс), od června 2006 je základnou týmu Šachťor.
V roce 2006 obdržel stadion licenci UEFA, probíhají zde mezinárodní zápasy i zápasy na národní úrovni.